# بولينا فلوريس (كاتبة)
بولينا فلوريس (بالإسبانية: Paulina Flores)‏ هي كاتِبة تشيلية، (ولدت في سانتياغو في تشيلي 1988  م).